# 詹姆斯·亨利
詹姆斯·亨利（英語：James Henry；1989年6月10日—）是一位英格蘭足球運動員，在場上的位置是中場。他現在效力於英甲球隊牛津联。他在2013年10月1日轉會狼隊。

## 外部連結
- 足球数据库：詹姆斯·亨利的球员统计数据
- Official Wolves profile （页面存档备份，存于）
- Scotland stats （页面存档备份，存于） at Scottish FA